# جائزة بوليتزر عن فئة المراسلة السبقية
جائزة بوليتزر عن فئة المراسلة السبقية (بالإنجليزية: Pulitzer Prize for Beat Reporting)‏ هي واحدة من جوائز بوليتزر التي كانت تُقدم سنويًا جامعة كولومبيا بنيويورك في الولايات المتحدة الأمريكية للصحافة. بدأ العمل بها رسميًا منذ عام 1991، وانتهت عام 2006، وكانت تُمنح للمراسلات والتقارير الصحفية المميزة، التي حققت سبقًا كبيرًا مع تغطية مستمرة وفاعلة للقضايا التي حدثت خلال العام. وفي الفترة من عام 1985 حتى عام 1990، كانت تُعرف باسم جائزة بوليتزر للمراسلة المتخصصة. ومنذ عام 2007، أسقطت هذه الفئة لصالح جائزة بوليتزر عن فئة الصحافة المحلية، حيث أشارت هيئة تحكيم الجائزة إلى أن المراسلة والعمل السبقي لا يزال مؤهلًا للدخول في مجموعة أوسع من الفئات، مع الحفاظ على التخصصات، التي تشتمل، الصحافة الوطنية والتحقيقية والتفسيرية. وبدءًا من عام 1980، بدأ الإعلان عن عملين آخرين دخلا التصفيات الأخيرة للجائزة، ليتم بذلك الإعلان عن الفائز إلى جانب أصحاب المركزين الآخرين.
تحظى هذه الجوائز، التي مولت في الأساس بمنحة من رائد الصحافة الأمريكي جوزيف بوليتزر بتقدير كبير. وتمنح جامعة كولومبيا الجوائز بتوصية من هيئة جوائز بوليتزر، المكونة من محكمين تعينهم الجامعة نفسها ويصل عدد الجوائز الممنوحة سنويًا إلى واحد وعشرين جائزة.

## وصلات خارجية
- الموقع الرسمي.
- الفائزين السابقين والمرشحين حسب الفئة.